# François Bracci
François Bracci (Beinheim, 31 de octubre de 1951-Alès, 28 de diciembre de 2023) fue un jugador y entrenador de fútbol francés que jugó en la posición de defensa.

## Carrera

### Club
| Periodo   | Club                | Apariciones | Goles |
| --------- | ------------------- | ----------- | ----- |
| 1971–1979 | Olympique Marseille | 277         | 10    |
| 1979–1980 | RC Strasbourg       | 35          | 2     |
| 1980–1983 | Bordeaux            | 139         | 6     |
| 1983–1985 | Olympique Marseille | 66          | 5     |
| 1985–1986 | FC Rouen            | 38          | 2     |
| 1986–1987 | AS Béziers          | 16          | 0     |

### Selección Nacional
Jugó para Francia en 19 ocasiones de 1973 a 1982 y participó en la Copa Mundial de Fútbol de 1978.

### Entrenador
| Periodo   | Club                     |
| --------- | ------------------------ |
| 1985–1986 | FC Rouen                 |
| 1987-1991 | Bordeaux II              |
| 1991-1992 | RC Épernay               |
| 1992–1993 | La Roche Vendée Football |
| 1996–1997 | SC Toulon                |
| 1997-1998 | AC Port-de-Bouc          |
| 1999-2000 | Montauban FC             |
| 2002-2003 | ES Fréjus                |
| 2003-2004 | CS Constantine           |
| 2004-2005 | ÉF Bastia                |
| 2006      | MC Alger                 |
| 2007      | Olympique Khouribga      |
| 2007      | FUS Rabat                |
| 2008      | Difaa El Jadida          |
| 2009-2010 | MC Alger                 |
| 2010      | Club Africain            |
| 2011-2012 | MC Alger                 |
| 2012      | Olympique Khouribga      |
| 2015      | CS Constantine           |
| 2016      | RC Relizane              |
| 2016      | GC Mascara               |
| 2017      | DRB Tadjenanet           |

## Muerte
François Bracci murió el 28 de diciembre de 2023 en la ciudad de Alès tras una larga enfermedad a los 72 años.

## Logros

### Jugador
- Ligue 1 (1): 1976
- Copa de Francia (1): 1976

### Entrenador
- Campeonato Nacional de Argelia (1): 2010
- Copa de Argelia (1): 2006
- Supercopa de Argelia (1): 2006